# Energia sprężystości
Energia sprężystości (sprężysta) – energia nagromadzona w materiale w wyniku jego odkształceń. Jest funkcją tych odkształceń, choć może być wyrażana w zależności od naprężeń, właściwości materiału, przyłożonych sił.
Zależności energii sprężystości od wyżej wspomnianych czynników w wielu metodach analiz wytrzymałościowych pozwalają rozwiązywać skomplikowane układy; są często wykorzystywane w metodach numerycznych.

## Proste przypadki
- Energia sprężystości dla materiału liniowo-sprężystego w przypadku ściskania:

{\displaystyle {\frac {dU_{N}}{dx}}={\frac {1}{2}}\,{\frac {F_{N}^{2}}{EA}},}
gdzie:
{\displaystyle F_{N}} – siła ściskająca,
{\displaystyle E} – moduł Younga,
{\displaystyle A} – pole ściskanego przekroju.
- Energia sprężystości dla materiału linowo-sprężystego w przypadku ścinania:

{\displaystyle {\frac {dU_{T}}{dx}}={\frac {1}{2}}\,{k}{\frac {F_{T}^{2}}{GA}},}
gdzie:
{\displaystyle F_{T}} – siła ścinająca,
{\displaystyle G} – moduł Kirchhoffa,
{\displaystyle A} – pole ściskanego przekroju,
{\displaystyle k} – współczynnik kształtu.
- Energia sprężystości dla materiału linowo-sprężystego w przypadku zginania:

{\displaystyle {\frac {dU_{N}}{dx}}={\frac {1}{2}}\,{\frac {M_{g}^{2}}{EI_{z}}},}
gdzie:
{\displaystyle M_{g}} – moment gnący,
{\displaystyle E} – moduł Younga,
{\displaystyle I_{z}} – moment bezwładności przekroju.
- Energia sprężystości dla materiału linowo-sprężystego w przypadku skręcania:

{\displaystyle {\frac {dU_{S}}{dx}}={\frac {1}{2}}\,{\frac {M_{s}^{2}}{GI_{o}}},}
gdzie:
{\displaystyle M_{s}} – moment skręcający,
{\displaystyle G} – moduł Kirchhoffa,
{\displaystyle I_{o}} – biegunowy moment bezwładności przekroju.
Wszystkie wzory odnoszą się do jednostki długości pręta {\displaystyle dx.}

## Energia właściwa
Energia sprężysta {\displaystyle u} nagromadzona w jednostce objętości pręta rozciąganego nazywana jest sprężystą energią właściwą lub gęstością energii. Wyraża się ona wzorem
{\displaystyle u={\tfrac {1}{2}}\sigma \epsilon .}
W przypadku złożonego stanu naprężenia możemy, posługując się zasadą superpozycji (sumowania skutków działających naprężeń) i rozważając układ w lokalnym układzie osi głównych (dzięki czemu stan naprężenia opisany jest tylko naprężeniami głównymi), całkowitą energię właściwą układu można przedstawić w postaci
(a){\displaystyle {}\quad u={\tfrac {1}{2}}\sigma _{1}\epsilon _{1}+{\tfrac {1}{2}}\sigma _{2}\epsilon _{2}+{\tfrac {1}{2}}\sigma _{3}\epsilon _{3},}
gdzie {\displaystyle \sigma _{i},\epsilon _{i}} są odpowiednio {\displaystyle i}-tym naprężeniem i {\displaystyle i}-tym odkształceniem głównym.
W tym złożonym stanie naprężeń, dylatacja, czyli względna zmiana objętości {\displaystyle V_{o}=abc} prostopadłościanu o bokach {\displaystyle a,b,c,} wyraża się wzorem
(b){\displaystyle {}\quad \Theta ={\frac {V_{1}-V_{0}}{V_{0}}}=\epsilon _{1}+\epsilon _{2}+\epsilon _{3},}
gdzie:
{\displaystyle {\begin{aligned}V_{1}&=(a+\Delta a)(b+\Delta b)(c+\Delta c)\\[1ex]&=abc\left(1+{\frac {\Delta a}{a}}\right)\left(1+{\frac {\Delta b}{b}}\right)\left(1+{\frac {\Delta c}{c}}\right)\\[1ex]&=V_{o}(1+\epsilon _{1})(1+\epsilon _{2})(1+\epsilon _{3}).\end{aligned}}}
Z prawa Hooke’a dla trójwymiarowego stanu naprężenia wynikają wzory
(c1){\displaystyle {}\quad \varepsilon _{1}={\frac {1}{E}}{\big [}\sigma _{1}-\mu (\sigma _{2}+\sigma _{3}){\big ]},}

(c2){\displaystyle {}\quad \varepsilon _{2}={\frac {1}{E}}{\big [}\sigma _{2}-\mu (\sigma _{3}+\sigma _{1}){\big ]},}

(c3){\displaystyle {}\quad \varepsilon _{3}={\frac {1}{E}}{\big [}\sigma _{3}-\mu (\sigma _{1}+\sigma _{2}){\big ]},}
których podstawienie do (a) prowadzi do wyniku
(d){\displaystyle {}\quad u={\frac {1}{2E}}{\big [}\sigma _{1}^{2}+\sigma _{2}^{2}+\sigma _{3}^{2}-2\mu (\sigma _{1}\sigma _{2}+\sigma _{1}\sigma _{3}+\sigma _{2}\sigma _{3}){\big ]},}
gdzie {\displaystyle \mu } jest liczbą Poissona.
Podstawienie wzorów (c) do (b) prowadzi do wzoru
(e){\displaystyle {}\quad \Theta ={\frac {1-2\mu }{E}}(\sigma _{1}+\sigma _{2}+\sigma _{3}),}
z którego wynika, że zmiana objętości {\displaystyle \Theta } nie zależy od wartości poszczególnych naprężeń głównych tylko od ich sumy.
Jeżeli wprowadzimy oznaczenie
{\displaystyle \sigma _{sr}={\tfrac {1}{3}}(\sigma _{1}+\sigma _{2}+\sigma _{3}),}
to zamiast (e) otrzymamy
{\displaystyle \Theta ={\frac {1-2\mu }{E}}3\sigma _{sr}={\frac {\sigma _{sr}}{K}},}
gdzie:
{\displaystyle K={\frac {E}{3(1-2\mu )}}}
jest modułem odkształcenia objętościowego.
Naprężeniu {\displaystyle \sigma _{sr}} odpowiada odkształcenie
{\displaystyle \epsilon _{sr}={\tfrac {1}{3}}(\epsilon _{1}+\epsilon _{3}+\epsilon _{3})={\tfrac {1}{3}}{\frac {\sigma _{1}+\sigma _{2}+\sigma _{3}}{3K}}={\frac {\sigma _{sr}}{3K}}.}
Energia właściwa {\displaystyle u_{v}} odkształcenia objętościowego wyraża się wzorem
{\displaystyle u_{v}=3{\tfrac {1}{2}}\sigma _{sr}\epsilon _{sr}={\frac {\sigma _{sr}^{2}}{2K}}={\frac {(\sigma _{1}+\sigma _{2}+\sigma _{3})^{2}}{18K}}}
lub
{\displaystyle u_{v}={\frac {1-2\mu }{6E}}(\sigma _{1}+\sigma _{2}+\sigma _{3})^{2}.}
Całkowita energia właściwa układu {\displaystyle u} jest sumą dwu składników: {\displaystyle u=u_{v}+u_{f},} przy czym {\displaystyle u_{v}} jest energią właściwą odkształcenia objętościowego, a {\displaystyle u_{f}} – energią właściwą odkształcenia postaciowego.
Energię właściwą odkształcenia postaciowego {\displaystyle u_{f}} otrzymamy zatem ze wzoru
{\displaystyle {\begin{aligned}u_{f}&=u-u_{v}\\[1ex]&={\tfrac {1}{2E}}{\big [}\sigma _{1}^{2}+\sigma _{2}^{2}+\sigma _{3}^{2}-2\mu (\sigma _{1}\sigma _{2}+\sigma _{2}\sigma _{3}+\sigma _{3}\sigma _{1}){\big ]}\\[1ex]&\quad -{\tfrac {1-2\mu }{6E}}(\sigma _{1}+\sigma _{2}+\sigma _{3})^{2}\\[1ex]&={\tfrac {1+\mu }{3E}}(\sigma _{1}^{2}+\sigma _{2}^{2}+\sigma _{3}^{2}-\sigma _{1}\sigma _{2}-\sigma _{2}\sigma _{3}-\sigma _{3}\sigma _{1}).\end{aligned}}}
Dla prostego rozciągania tzn. gdy, {\displaystyle \sigma _{1}=\sigma ,\;\sigma _{2}=\sigma _{3}=0} mamy
{\displaystyle u_{v}={\frac {(1-2\mu )\sigma ^{2}}{6E}},\quad u_{f}={\frac {(1+\mu )\sigma ^{2}}{3E}},\quad u={\frac {\sigma ^{2}}{2E}}.}
Prostota otrzymanych wzorów wynika z faktu, że stany naprężenia i odkształcenia zostały opisane w lokalnym układzie osi głównych, to znaczy skierowanych zgodnie z kierunkami naprężeń głównych. W dowolnym układzie osi wzory te się komplikują i można je znaleźć w pracach.

## Twierdzenia o energii sprężystej
- twierdzenie Bettiego (o wzajemności prac i przemieszczeń)
- twierdzenie J.C. Maxwella (o wzajemności przemieszczeń): szczególna postać twierdzenia Bettiego, gdy są tylko dwie równe siły
- twierdzenie Castigliano
- twierdzenie Menabrei (zasada minimum pracy)